# Grand Rapids (Minnesota)
 Denne artikel omhandler byen Grand Rapids (Minnesota). Der er også andre byer med dette navn, se Grand Rapids.
Grand Rapids er en amerikansk by og administrativt centrum i det amerikanske county Cook County i staten Minnesota. I 2000 havde byen et indbyggertal på 1.353.